# 424 (banda)
424 es una banda de rock costarricense. Su historia tiene inicio en el año 2009 y se consolida con su alineación actual en el año 2013. Sus integrantes: el cantante Felipe Pérez, el guitarrista Guayo Mena, el bajista Leonardo Valverde y el baterista Juan Carlos Pardo.

## Historia
424 (cuatro veinticuatro) es una banda de San José, Costa Rica. Eduardo ‘Guayo’ Mena (guitarrista) y Juan Carlos Pardo (baterista) encontraron al vocalista, Felipe Pérez, en un concierto de su proyecto folk solista, Flpprz. Años atrás conocieron a Leonardo Valverde, reconocido guitarrista de la escena local, a quien integraron como bajista de 424.
Iniciaron con el grupo el 24 de abril de 2009 (de ahí su nombre 424) y para el 2010 editaron un EP homónimo grabado por Autómata (Las Robertas).
Para finales del 2011 empieza a recibir la colaboración en la producción, grabación y mezcla de Phil Vinall (Zoé, Pulp, Radiohead) con lo que inicia el proceso de realización de su primer LP “ORO”. El disco fue grabado en una comunidad autosostenible asentada en el corredor biológico más grande de Centroamérica ubicado en las montañas del Pacífico Sur de Costa Rica.
Después de recorrer un camino corto, habiendo participado en los principales conciertos y festivales de Costa Rica, 424 lanza ORO el 10 de diciembre de 2012.
De inmediato el disco tuvo buen recibimiento por críticos y seguidores. A tan solo días de su lanzamiento fue catalogado como el disco del año 2012 e incluido dentro de la lista de los diez discos con más descargas y reproducciones digitales en Costa Rica del año 2012.
En mayo y junio de 2013, la banda empieza su proceso de internacionalización recibiendo buena crítica y exposición de inmediato. Fue firmada por CHARCO (enlace roto disponible en Internet Archive; véase el historial, la primera versión y la última)., una plataforma para la promoción de talento latinoamericano en otros continentes. 424 viaja a México en una gira de 8 presentaciones, desde el Teatro Metropolitan abriéndole a Hello Seahorse!, hasta los festivales Loud Blue en Guadalajara y el Festival Marvin 13. Cerrando el año 424 se presentó junto a Carla Morrison en el Festival de Cine de Costa Rica. En noviembre inicia la distribución digital de ‘Oro’ en Spotify y otros medios de streaming y se lanza el videoclip para Gala, siendo reseñado por importantes medios internacionales.
A inicios del 2014 la banda participa del Festival de Música Nacional de la telefónica Claro y viaja a Austin, Texas para hacer su debut en Estados Unidos en el festival SXSW, además son parte del cierre del Festival Internacional De las Artes de Costa Rica junto con Bomba Estéreo, Astro (banda), Instituto Mexicano del Sonido y Vicentico.
En 2015 la banda vuelve a aparecer en la escena internacional gracias a festivales como el Vive Latino en México y el Estéreo Picnic donde fueron recibidos cálidamente por grupos de fanes que ya habían conseguido en giras anteriores. Durante este período en el extranjero, 424 pudo presentar su nuevo sencillo "Lógica" en las radios independientes de México y Colombia.

## Discografía

### LP
| Año  | Disco         | Sello Discográfico                        | Tipo de grabación |
| ---- | ------------- | ----------------------------------------- | ----------------- |
| 2012 | Oro           | Independiente                             | Estudio           |
| 2013 | Nocturna      | Doritos presenta: Music for the Bold (mx) | Compilado/Estudio |
| 2024 | Todo es Junto | Independiente                             | Estudio           |

### EP
| Año  | Disco | Sello Discográfico | Tipo de grabación |
| ---- | ----- | ------------------ | ----------------- |
| 2010 | 424   | Independiente      | Estudio           |
| 2014 | Vivos | Independiente      | En vivo           |

### Sencillos
- «Ánimo» - marzo del 2012
- «Gala» - diciembre del 2012
- «Lógica» - febrero del 2015
- «Chica de Humo» - septiembre de 2015
- «Mermelada» - abril de 2022
- «¡Vamos!» - febrero del 2023

### Videoclips
| Año  | Video         | Director          | Enlace |
| ---- | ------------- | ----------------- | ------ |
| 2013 | Gala          | Tino de la Huerta |        |
| 2014 | Al Hueco      | Marlon Villar     |        |
| 2015 | Chica de Humo | Roberto Montero   |        |
| 2017 | No Tenernos   | Roberto Montero   |        |